# Deileonte
 Deileonte  o Deileone era un personaggio della mitologia greca e fu un compagno di avventura di Eracle. Era figlio di Deimaco e fratello di Flogio e Autolico.

## Mitologia
Deileonte nacque nella Tessaglia e durante le fatiche di Eracle vi unì assieme ai suoi fratelli per prendere parte nella lotta contro le Amazzoni.

### Durante il viaggio degli Argonauti
Sconfitte le Amazzoni si separò da Eracle perdendo la strada e quando insieme ai suoi fratelli risiedeva a Sinope, fu raggiunto da Giasone, già comandante dei soldati scelti e che lo arruolò negli Argonauti ed intrapresero il viaggio per il recupero del Vello d'oro.

### Fonti
- Apollonio Rodio, Argonautiche, 2, 955-960
- Le Argonautiche orfiche pag 729 e seguenti
- Valerio Flacco, Libro V, 13 e successive

### Moderna
- Robert Graves, I miti greci, Milano, Longanesi, ISBN 88-304-0923-5.
- Angela Cerinotti, Miti greci e di roma antica, Prato, Giunti, 2005, ISBN 88-09-04194-1.
- Anna Ferrari, Dizionario di mitologia, Litopres, UTET, 2006, ISBN 88-02-07481-X.